# توم ماكان
توم ماكان (بالإنجليزية: Tom McCann)‏ هو مدرب كرة سلة أمريكي، ولد في 7 نوفمبر 1898 في وكغن في الولايات المتحدة، وتوفي في 23 مارس 1975.